# Christian Carius

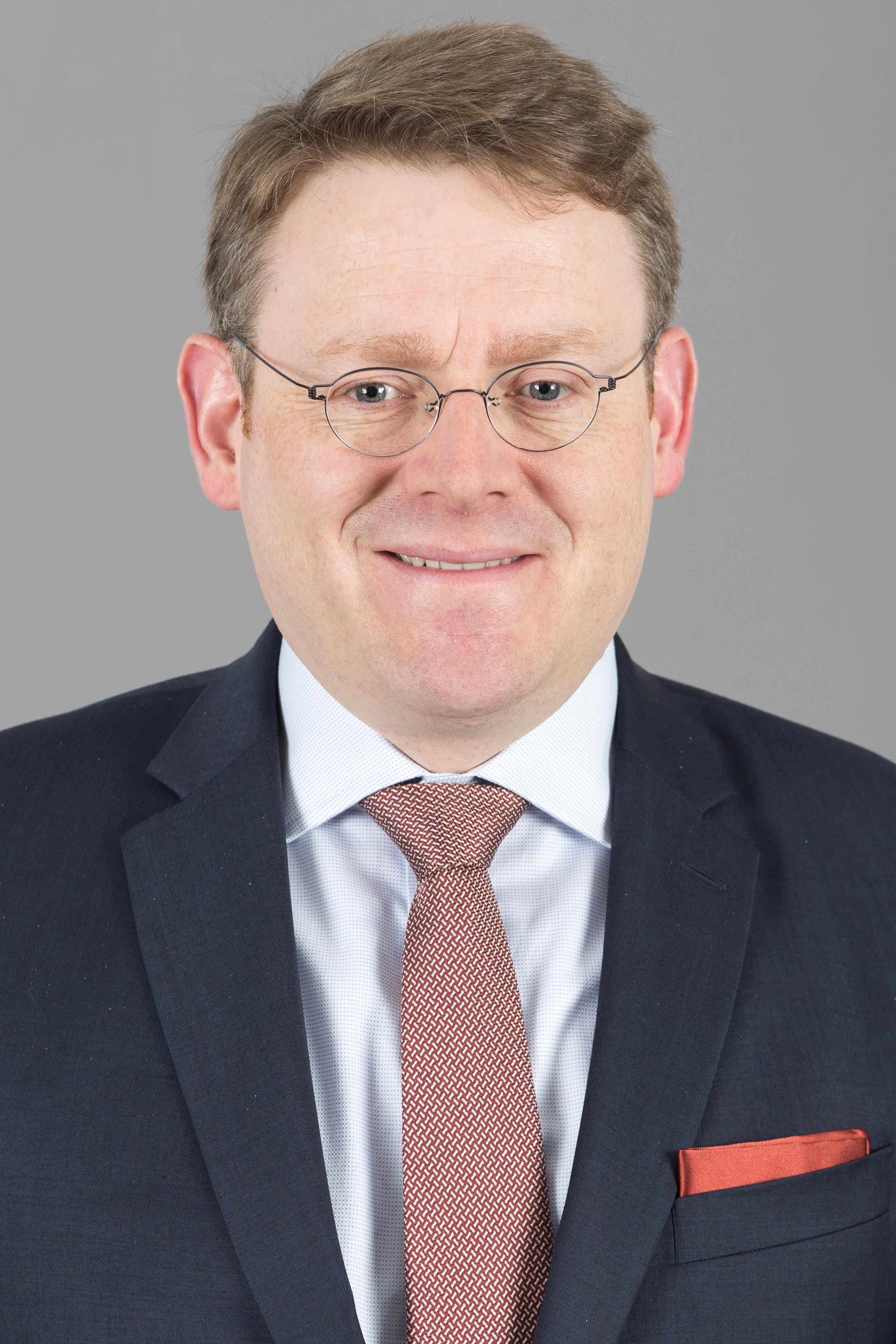
Christian Carius (2016)

Christian Carius (* 22. September 1976 in Mühlhausen/Thüringen) ist ein deutscher Lobbyist und ehemaliger Politiker (CDU). Er war ab dem 14. Oktober 2014 bis zum 31. Oktober 2018 Präsident des Thüringer Landtages, dessen Abgeordneter er von 1999 bis 2019 war.
Zuvor war er von 2009 bis 2014 Minister für Bau, Landesentwicklung und Verkehr des Freistaats Thüringen.

## Ausbildung
Nach dem Abitur 1995 an der Landesschule Pforta und dem anschließenden Zivildienst studierte Carius von 1996 bis 2001 Rechtswissenschaft an der Friedrich-Schiller-Universität Jena (ohne Abschluss). Von 2001 bis 2007 studierte er Rechts-, Politik- und Geschichtswissenschaft an der FernUniversität Hagen. Er schloss dieses Studium als Politikwissenschaftler (M.A.) ab.

## Politische Laufbahn
Bereits 1995 trat er der CDU und dem RCDS bei.
1999 wurde er stellvertretender RCDS-Landesvorsitzender (bis 2001) und Kreisvorsitzender der Jungen Union im Landkreis Sömmerda. Bei der Landtagswahl 1999 wurde er in den Thüringer Landtag gewählt und war zu diesem Zeitpunkt dessen jüngstes Mitglied. Daneben war er von 1999 bis 2001 auch Mitglied des Stadtrates in Sömmerda.
Carius war seit seiner Wahl in den Landtag Mitglied des CDU-Fraktionsvorstandes und gehörte von 2000 bis 2002 auch erstmals dem CDU-Landesvorstand an. 2003 wurde er stellvertretender CDU-Kreisvorsitzender in Sömmerda. Seit 2004 ist er dort Mitglied des Kreistages; von 2004 bis 2009 auch 2. Beigeordneter des Landrats. Außerdem gehört Carius seit 2004 erneut dem CDU-Landesvorstand an und war von 2006 bis 2009 stellvertretender CDU-Fraktionsvorsitzender im Thüringer Landtag. Nach der Bildung einer Koalitionsregierung von CDU und SPD nach der Landtagswahl in Thüringen 2009 wurde Carius zum Bauminister im Kabinett Lieberknecht ernannt.
Am 14. Oktober 2014 wurde er in der konstituierenden Sitzung des 6. Thüringer Landtags als Nachfolger von Birgit Diezel, die den Einzug in den Landtag nicht schaffte, zum Landtagspräsidenten gewählt und schied aus der Landesregierung aus. Am 28. September 2018 kündigte er an, das Amt Ende Oktober des Jahres aus persönlichen Gründen niederzulegen und auch nicht wieder für den Landtag zu kandidieren. Im November 2018 wurde bekannt, dass Carius ab 1. Januar 2019 Head of Corporate Development and Governmental Affairs beim Autozulieferer Mubea wird. Zum 5. Januar 2019 hat er sein Landtagsmandat niedergelegt.
Carius ist stets als direkt gewählter Abgeordneter des Wahlkreises Sömmerda II in den Thüringer Landtag eingezogen.

## „Babygate“ im Thüringer Landtag
Im August 2018 schloss Carius als Landtagspräsident die Grünen-Abgeordnete Madeleine Henfling von einer Landtagssitzung aus, nachdem sie ihren wenige Wochen alten Sohn in den Plenarsaal mitgebracht hatte. Gegen diesen Beschluss intervenierten Abgeordnete der Grünen und Linken. Der Ältestenrat beschloss daraufhin, an der Entscheidung von Carius festzuhalten. Die Thüringer Grünen klagten vor dem Thüringer Verfassungsgericht und machten den Fall unter dem Hashtag #Babygate in sozialen Medien bekannt. Nachdem dieser Fall bundesweite Debatten ausgelöst hatte, äußerte Carius im September 2018 seine Bereitschaft, durch eine neue Geschäftsordnung Abgeordneten zu ermöglichen, auch mit Säugling an Landtagssitzungen teilzunehmen. Kurz darauf schied er aus dem Landtag und somit auch aus dessen Präsidium aus. Unter den auf Carius folgenden Landtagspräsidentinnen Birgit Diezel und Birgit Keller wurde die Mitnahme kleiner Kinder ins Parlament geduldet. Im Mai 2020 kam es vor dem Verfassungsgericht in Weimar zu einem Vergleich zwischen der Landtagsverwaltung und der Thüringer Grünen-Fraktion: Bis zum Alter von einem Jahr wurde die Mitnahme von Kindern erlaubt, wenn diese die Sitzungen nicht stören. Im Falle älterer Kinder sollte das Landtagspräsidium entscheiden.

## Sonstige Tätigkeiten
Nach einer Informationswehrübung und entsprechender Bewerbung bei der Bundeswehr wurde der ehemalige Kriegsdienstverweigerer 2017 zum Oberstleutnant der Reserve ernannt.
Seit 1. Januar 2019 ist Carius beim Autozulieferer Mubea zuständig für Unternehmensentwicklung und Zusammenarbeit mit Regierung und Behörden.

## Persönliches
Carius ist evangelisch und seit 2013 zum zweiten Mal verheiratet. Aus der ersten Ehe hat er eine Tochter.

## Auszeichnungen
- 2011: Faustorden des Handwerker Carnevalsverein Weimar